# Élections législatives japonaises de 1952
Les élections législatives japonaises à la Chambre des représentants se déroulent au Japon le 1er octobre 1952.

## Résultats
|                      |                                            |            |        |        |               |
| Partis               | Partis                                     | Voix       | %      | Sièges | +/-           |
|                      | Parti libéral                              | 16 938 221 | 47,93  | 240    | Nouveau       |
|                      | Kaishintō                                  | 6 429 450  | 18,19  | 85     | Nouveau       |
|                      | Parti socialiste de droite                 | 4 108 274  | 11,63  | 57     | Nouveau       |
|                      | Parti socialiste de gauche                 | 3 398 597  | 9,62   | 54     | Nouveau       |
|                      | Parti communiste japonais                  | 896 765    | 2,54   | 0      | 35            |
|                      | Parti des travailleurs et des agriculteurs | 261 190    | 0,74   | 4      | 3             |
|                      | Autres                                     | 949 036    | 2,69   | 7      | 10            |
|                      | Indépendants                               | 2 355 172  | 6,66   | 19     | 7             |
|                      |                                            |            |        |        |               |
| Inscrits             | Inscrits                                   | 46 772 584 | 100,00 | 466    | en stagnation |
| Votants              | Votants                                    | 35 749 054 | 76,43  |        |               |
| Abstention           | Abstention                                 | 11 023 530 | 23,57  |        |               |
| Votes blancs et nuls | Votes blancs et nuls                       | 412 349    | 0,88   |        |               |
| Votes exprimés       | Votes exprimés                             | 35 336 705 | 75,55  |        |               |